# Мале Хотюхове
Мале Хотюхове (біл. вёска Малае Хацюкава) — село в складі Крупського району Мінської області, Білорусь. Село підпорядковане Хотюхівській сільській раді, розташоване в східній частині області.